# 新潟県道243号月池松代線
新潟県道243号月池松代線（にいがたけんどう243ごう つきいけまつだいせん）は、新潟県十日町市内を通る一般県道である。

## 概要
路線名の「松代」は、終点付近の旧自治体名（新潟県東頸城郡松代町）に由来する。

### 路線データ
- 起点：新潟県十日町市浦田字月池（国道405号交点）
- 終点：新潟県十日町市池尻字陸林（国道253号・国道353号・国道403号・新潟県道80号松代天水島線交点）

## 地理

### 通過する自治体
- 新潟県
十日町市

### 交差する道路
- （起点：十日町市浦田字月池）
- 国道405号（十日町市浦田字月池（起点） - 十日町市浦田字坂中で重複）
- 国道403号（十日町市室野 - 池尻交差点（終点）で重複）
- 新潟県道80号松代天水島線（十日町市室野字赤坂 - 池尻交差点（終点）で重複）（「国道403号」重複区間）
- 国道253号・国道353号（終点：池尻交差点）

### 沿線
- 十日町市国保室野診療所
- 十日町市立浦田小学校
- 十日町市立奴奈川小学校
- 浦田郵便局
- 室野郵便局
- 渋海川